# Franck Lafitte
Franck Lafitte (Saint-Martin-d'Hères, 8 marzo 1989) è un pallavolista francese.
Gioca nel ruolo di centrale nel Paris.

## Carriera
La carriera di Franck Lafitte comincia nel 2005 nelle giovanili dell'Union Sportive Saint-Égrève Volley-ball; nell'annata successiva entra a far parte della squadra federale del Centre National de Volley-Ball, per poi passare, nella stagione 2007-08, al Grenoble Volley Université Club, in Pro B: con la nazionale francese under 20 vince la medaglia d'oro al campionato europeo 2008 di categoria.
L'esordio tra i professionisti avviene nella stagione 2008-09 quando viene ingaggiato dallo Spacer's Toulouse Volley, in Pro A, dove rimane per due annate, per poi vestire, dalla stagione 2010-11, la maglia del Montpellier Agglomération Volley Université Club, per altre cinque annate: ottiene le prime convocazioni in nazionale nel 2011, con cui si aggiudica la medaglia di bronzo ai XVII Giochi del Mediterraneo e quella d'oro alla World League 2015 e al campionato europeo 2015.
Per il campionato 2015-16 si trasferisce all'Arago de Sète Volley-Ball; con la nazionale ottiene la medaglia di bronzo alla World League 2016. Nella stagione successiva è invece al Paris, sempre in Ligue A.

## Palmarès

### Nazionale (competizioni minori)
- Campionato europeo under 20 2008
- Giochi del Mediterraneo 2013
- Memorial Hubert Wagner 2015